# Wera Hobhouse
Wera Benedicta Hobhouse (née von Reden le 8 février 1960) est une femme politique libérale démocrate britannique. Elle est députée de Bath depuis 2017 et porte-parole libérale démocrate pour l'environnement et le changement climatique.
En février 2020 elle se porte candidate aux élections à la direction des Libéraux démocrates en 2020,.

## Jeunesse et carrière
Elle est née à Hanovre, en Allemagne. Elle étudie l'histoire et les beaux-arts à l'Université de Münster, puis l'art pendant deux ans à l'École des beaux-arts de Paris. Elle retourne ensuite en Allemagne, complétant ses études avec une maîtrise en histoire et beaux-arts à Berlin. Elle épouse William Hobhouse en 1989 et déménage en Angleterre l'année suivante. Ils vivent d'abord à Liverpool, où Wera Hobhouse ouvre une galerie d'art sur Falkner Street. Ils déménagent à Rochdale en 1999. Avant sa carrière politique, elle est enseignante, journaliste radio et artiste,. 
Elle est élue pour la première fois en 2004 en tant que conseillère conservatrice pour le quartier de Norden sur Rochdale Council, Grand Manchester. Lors de la même élection, son mari est élu conseiller conservateur du quartier de Bamford, également dans le District métropolitain de Rochdale.
La controverse sur l'amiante de Spodden Valley a marqué sa carrière politique. Il s'agit de l'aménagement proposé de 650 maisons sur un site contaminé par l'amiante. Hobhouse et son mari s'opposent aux propositions, les amenant à passer aux libéraux démocrates en 2005. Ils sont critiqués à l'époque pour ne pas avoir déclenché d'élections partielles afin de solliciter de nouveaux mandats de conseillers libéraux démocrates,. Le projet est finalement bloqué sept ans plus tard en 2011. 
Elle est réélue en 2006 et 2010 pour les libéraux démocrates de Norden,. Les libéraux-démocrates prennent le contrôle majoritaire du conseil de Rochdale en 2007; et elle s'y occupe de l'environnement entre 2006 et 2009 et préside le comité d'examen de la santé de 2009 à 2010. 
Après que les libéraux-démocrates aient perdu le contrôle de la majorité du conseil en 2010 et à la suite de résultats électoraux locaux désastreux, elle est élue à la tête du groupe libéral-démocrate très réduit du conseil de Rochdale en mai 2011. 
En 2014, Hobhouse quitte le conseil de Norden et déménage à Bath. Elle se présente sans succès dans les circonscriptions de Heywood et Middleton en 2010 et du nord-est du Somerset en 2015. Elle se présente sans succès à l'élection au conseil de Bath et du nord-est du Somerset pour le quartier de Peasedown lors des élections locales de 2015. 

## Carrière parlementaire

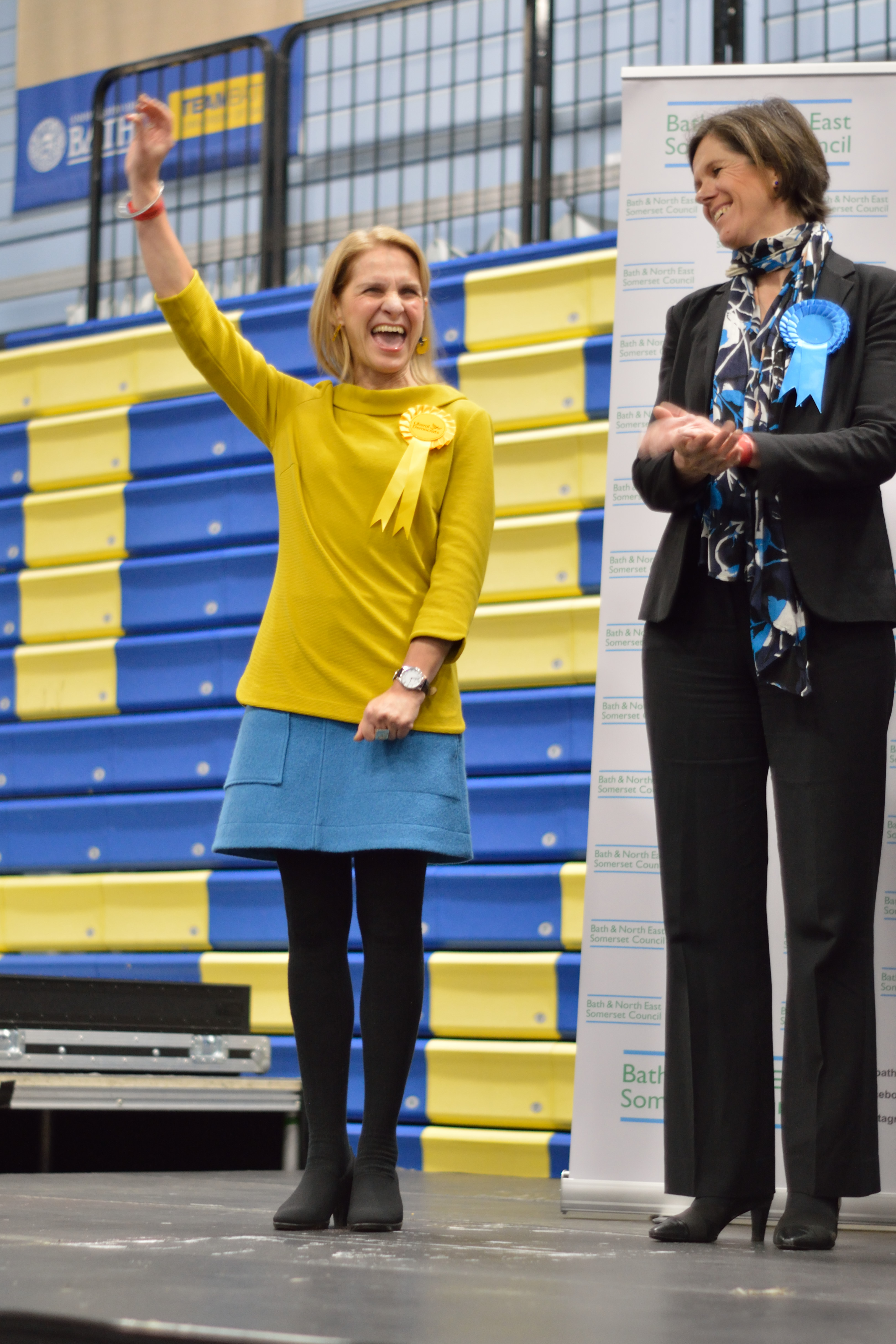
Wera Hobhouse (à gauche) vainqueuse aux élections générales de 2019 dans la circonscription de Bath devant la conservatrice Annabel Tall (à droite).

Peu de temps avant les élections générales de 2017, elle est sélectionnée pour se présenter au Parlement dans l'ancien siège libéral-démocrate de Bath lorsque le candidat potentiel s'est retiré. Elle est l'une des 184 candidates présentées par les libéraux-démocrates. Hobhouse, qui soutient le maintien dans l'Union européenne et a auparavant cofondé Bath for Europe, s'opposant au député conservateur en exercice Ben Howlett. Son parti recherche l'appui des travaillistes pour battre les conservateurs. Hobhouse a remporté le siège avec une majorité de 5694 voix et une augmentation de 17,6% de la part des voix des libéraux démocrates. 
Après son élection, elle est nommée porte-parole libérale démocrate pour le logement, les communautés et le gouvernement local,. Elle prononce son premier discours le 29 juin 2017  et siège au comité de sortie de l'Union européenne. 
Le 6 mars 2018, elle présente un projet de loi d'initiative parlementaire visant à modifier la loi de 2003 sur les infractions sexuelles ; son projet de loi visait à interdire les actes de voyeurisme, en particulier sous les jupes, qui n'étaient pas alors explicitement couverts par la loi britannique. Le secrétaire à la Justice, David Gauke indique que le gouvernement soutiendrait le projet de loi de Hobhouse qui est ensuite soutenu par le Premier ministre, Theresa May. Le projet de loi de Hobhouse n'a pas été débattu lors de sa présentation à la Chambre des communes. Lors de sa deuxième lecture aux Communes le 15 juin 2018, le député conservateur Christopher Chope s'oppose pour des raisons de procédure au projet de loi de Hobhouse, empêchant son adoption par les Communes. Les actions de Chope suscitent des critiques immédiates de la part de ses collègues députés. May exprime également sa déception face à l'objection. À la suite de son objection, le gouvernement réaffirme son engagement à présenter une loi qui est déposée à la Chambre des communes le 21 juin 2018 et a passé sa deuxième lecture le 3 juillet 2018 pour devenir le Voyeurism (Offences) Act 2019.  
Dans une interview avec HuffPost UK publiée en mai 2018, Hobhouse met en garde contre le débat sur l'immigration "toxique" au Royaume-Uni. Elle reconnait les ressources limitées de son parti après son effondrement électoral lors des élections générales de 2015, et affirme qu'elle est satisfaite de Vince Cable en tant que chef du parti. Elle exhorte le parti à faire plus pour accroître sa diversité.
En février 2019, elle est nommée porte-parole libéral-démocrate pour l'Environnement et du Changement climatique. À ce titre, Hobhouse fait pression pour mettre fin à la plupart des émissions de carbone d'ici 2030 et pour que les émissions de carbone nettes soient atteintes d'ici 2045 au plus tard. Cela devient la position politique officielle des libéraux-démocrates lors de leur conférence en septembre 2019, où Hobhouse prononce un discours sur la lutte contre la crise climatique. 
Hobhouse est une ancienne membre du conseil d'administration de la Electoral Reform Society. Elle soutient la représentation proportionnelle pour les élections britanniques et affirme que l'échec du gouvernement de coalition à assurer la réforme électorale a été sa "plus grande déception".

## Vie privée
Wera Hobhouse est mariée à William Hobhouse depuis 1989. Ils citent tous deux la chute du mur de Berlin comme un moment charnière de leur vie, dont ils ont été témoins lorsqu'ils vivaient en Allemagne. Ils ont quatre enfants adultes, deux fils et deux filles. Elle obtient la nationalité britannique en 2007,. William et Wera Hobhouse possèdent une entreprise basée à Rochdale et en Allemagne, Compotex, qui fabrique des produits de collage, d'apprêt et d'adhésif pour les industries du textile et du caoutchouc,. 
Wera Hobhouse est chrétienne. Bien que sa mère et sa grand-mère se soient identifiées comme chrétiennes, son arrière-grand-père était juif ; cela signifiait que sa famille a été persécutée en vertu des lois de Nuremberg . Elle parle couramment l'anglais, l'allemand et le français.
En avril 2025, alors qu'elle arrivait à Hong Kong pour rendre visite à son fils et à son petit-fils nouveau-né qui y résidaient, Hobhouse s'est vu refuser l'entrée à Hong Kong et a été expulsée. Aucune explication ne lui a été fournie.